# Brachystelma filifolium
Brachystelma filifolium là một loài thực vật có hoa trong họ La bố ma. Loài này được (Schltr.) Peckover mô tả khoa học đầu tiên năm 1996.